# Liga de Elite 2023
La temporada 2023 de la Liga de Elite de Macao es la 51.ª temporada de la máxima categoría del fútbol en Macao desde 1973. Comenzó el 4 de marzo y finalizará en octubre.
El defensor del título es Chao Pak Kei.

## Equipos

### Información
El club Toi Seng fue incorporado a la máxima categoría, reemplazando a Casa de Portugal, que quedó último en la tabla de posiciones al finalizar la temporada pasada y Polícia de Segurança Pública (se retiró a mitad de temporada). De esta forma se redujo de 10 a 9 los clubes participantes.
| Club              | Lugar | Estadio          | Capacidad |
| ----------------- | ----- | ---------------- | --------- |
| Benfica de Macau  | Taipa | Campo Desportivo | 16 272    |
| Chao Pak Kei      | Taipa | Campo Desportivo | 16 272    |
| Cheng Fung        | Taipa | Campo Desportivo | 16 272    |
| Hang Sai          | Taipa | Campo Desportivo | 16 272    |
| Lun Lok           | Taipa | Campo Desportivo | 16 272    |
| Monte Carlo       | Taipa | Campo Desportivo | 16 272    |
| Sporting de Macau | Taipa | Campo Desportivo | 16 272    |
| Tak Chun Ka I     | Taipa | Campo Desportivo | 16 272    |
| Toi Seng          | Taipa | Campo Desportivo | 16 272    |

## Desarrollo

### Clasificación
| Pos. | Equipo            | Pts. | PJ | G  | E | P  | GF | GC | Dif. | Clasificación 2024-25                |
| ---- | ----------------- | ---- | -- | -- | - | -- | -- | -- | ---- | ------------------------------------ |
| 1    | Chao Pak Kei      | 46   | 16 | 15 | 1 | 0  | 73 | 4  | +69  | Ronda de play-off de la Liga Desafío |
| 2    | Benfica de Macau  | 40   | 16 | 13 | 1 | 2  | 59 | 14 | +45  |                                      |
| 3    | Monte Carlo       | 37   | 16 | 12 | 1 | 3  | 64 | 15 | +49  |                                      |
| 4    | Cheng Fung        | 31   | 16 | 10 | 1 | 5  | 45 | 20 | +25  |                                      |
| 5    | Lun Lok           | 16   | 16 | 5  | 1 | 10 | 22 | 43 | −21  |                                      |
| 6    | Tak Chun Ka I     | 13   | 16 | 4  | 1 | 11 | 27 | 58 | −31  |                                      |
| 7    | Hang Sai          | 13   | 16 | 4  | 1 | 11 | 24 | 75 | −51  |                                      |
| 8    | Sporting de Macau | 8    | 16 | 2  | 2 | 12 | 23 | 63 | −40  |                                      |
| 9    | Toi Seng          | 7    | 16 | 2  | 1 | 13 | 17 | 60 | −43  | Descenso a Segunda División          |

Actualizado a los partidos jugados el 30 de julio de 2023.
 Fuente: TFPL
Criterios de clasificación: 1) Puntos; 2) Gol diferencia; 3) Goles anotados; 4) Puntos en partidos directos; 5) Gol diferencia en partidos directos; 6) Goles anotados en partidos directos.

### Resultados
| Local \ Visitante | BEN | CPK | CHE | HAN  | LUN  | MON | SPO  | TAK  | TOI |
| ----------------- | --- | --- | --- | ---- | ---- | --- | ---- | ---- | --- |
| Benfica de Macau  |     | 0–5 | 2–1 | 9–0  | 2–1  | 2–2 | 3–0  | 11–0 | 4–0 |
| Chao Pak Kei      | 2–0 |     | 4–0 | 4–0  | 4–0  | 4–0 | 11–1 | 7–1  | 4–0 |
| Cheng Fung        | 0–1 | 1–1 |     | 7–2  | 2–0  | 0–1 | 6–1  | 3–1  | 4–0 |
| Hang Sai          | 0–8 | 0–6 | 1–3 |      | 2–1  | 0–4 | 5–2  | 4–4  | 1–4 |
| Lun Lok           | 1–4 | 0–2 | 0–3 | 5–0  |      | 0–7 | 2–2  | 1–2  | 1–0 |
| Monte Carlo       | 0–1 | 1–3 | 2–1 | 11–0 | 11–0 |     | 5–0  | 3–2  | 7–0 |
| Sporting de Macau | 0–2 | 0–7 | 1–3 | 4–2  | 1–2  | 0–2 |      | 5–2  | 2–5 |
| Tak Chun Ka I     | 1–4 | 0–3 | 2–5 | 2–3  | 0–6  | 1–2 | 3–1  |      | 4–0 |
| Toi Seng          | 1–4 | 0–6 | 1–6 | 1–4  | 1–2  | 1–6 | 3–3  | 0–2  |     |

## Estadísticas

### Goleadores
- Fuente: Página oficial de la competición.[3]